# Tomi Horvat
Tomi Horvat, slovenski nogometaš, * 24. marec 1999, Murska Sobota.
Horvat je profesionalni nogometaš, ki igra na položaju vezista. Od leta 2022 je član avstrijskega kluba Sturm Graz in tudi slovenske reprezentance. Pred tem je igral za slovensko Muro, za katero je v prvi slovenski ligi odigral 128 tekem in dosegel 14 golov. Z Muro je osvojil naslov slovenskega državnega prvaka v sezoni 2020/21 in slovenski pokal leta 2020. Bil je tudi član slovenske reprezentance do 16, 17, 18, 19 in 21 let.